# 葛云飞
葛雲飛（1789年—1841年10月1日），字鵬起，一字雨田，號淩臺，浙江省紹興府山陰縣天樂鄉山頭埠村（今屬杭州市蕭山區）人。清朝将领。以武進士開始軍旅生涯，在浙江任職多年，官至定海鎮總兵。第一次鴉片戰爭期間在定海與英軍作戰，壯烈殉國。身後朝廷追諡壯節，入祀昭忠祠。

## 生平

### 早年
乾隆五十四年（1789年），葛雲飛出生在浙江山陰縣天樂鄉山頭埠村一個下級軍官家庭。父葛承升，武举出身，在家賦閒多年。葛雲飛在父親的影響下，自幼讀書習武。他對歷代愛國將領非常仰慕，讀《宋史·岳飛傳》時，对岳飛“文臣不爱钱，武臣不惜死”的名言讚賞不已，曾對人說：「此举其大者而言耳，非谓武将可以爱钱也。」他還把漢代到明代11位名將的事迹編寫成《名將錄》，籍以鞭策自己。

### 軍旅
道光三年（1823年），葛雲飛中式癸未科三甲二十一名武進士。授官守備，在浙江水師服役。任內盡心職守，微服巡視近海，抓捕盜賊。他曾偽裝成商船，引誘海盜，拿獲極多。海盜甚至有「莫逢葛，必不活」的說法。
道光七年（1827年），署黃巖鎮中營守備，護理中軍遊擊。道光八年（1828年），任溫州鎮標中營守備，次年署提標右營遊擊。道光十一年（1831年），署定海鎮標中營遊擊，同年實任黃巖鎮標右營遊擊。道光十三年（1833年），署乍浦水師營參將。道光十五年（1835年），任福建烽火門參將。同年署浙江瑞安協副將，次年正式任職。
道光十八年（1838年），葛雲飛署任定海鎮總兵，次年實授。不久，因父喪丁憂歸里。

### 守備
道光二十年（1840年）鸦片战争期間，英軍進犯定海，總兵張朝發戰敗，定海失守。巡撫烏爾恭額、提督祝廷彪命守孝中的葛雲飛墨絰從軍。閩浙總督鄧廷楨也薦其可用。於是葛雲飛再署定海鎮總兵，主持收復定海。
葛雲飛籌畫先守後戰，扼招寶、金雞兩山要害，列砲於江岸，建造土城，召集舊兵訓練，士氣逐漸振奮。次年，欽差大臣琦善擅自與英國代表義律在廣東簽訂《穿鼻草約》，以香港島換取定海。欽差大臣伊里布命葛雲飛率所部渡海收復失地，然後釋放俘虜，并與壽春鎮王錫朋、處州鎮鄭國鴻同往。此後，裕謙接替伊里布，改議戰守。葛雲飛認為定海三面環山，臨海一面缺乏屏障，建議在海邊建築土城，并在竹山、曉峯嶺增設砲臺，又在五奎山、吉祥門、毛港設置防禦工事，互為犄角。然而，裕謙以耗費巨大加以拒絕。葛雲飛又申請預支自己三年養廉銀作為經費，裕謙認為葛雲飛借此要挾，對其更加不滿。不久，裕謙親至定海，見葛雲飛以青布包頭，身著短衣草鞋，奔走於烈日之下；又聽聞其巡洋捕盜，臂膀受傷，竟搶奪盜匪刀刃反擊，方才嘆服葛雲飛之忠勇。

### 殉國

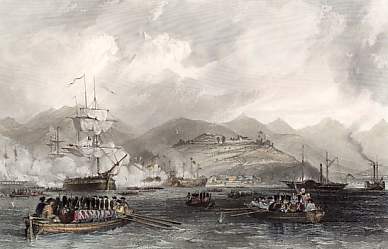
英軍攻佔定海

道光二十一年八月十二（1841年9月26日），英軍數千人又犯定海，葛雲飛傳信大營，請求增援，上級卻疑心其虛張聲勢，令其死守，不要指望援軍到來。葛雲飛令在竹山門、東港浦砲擊敵艦，英軍暫退。葛雲飛以功加提督銜。葛雲飛屯兵海邊土城，王錫朋、鄭國鴻分別防守曉峯、竹山。英軍再次進攻，葛雲飛首當其衝。英軍以山為屏障，砲擊守軍，葛雲飛隔山發砲回應。當夜，英軍乘霧進逼土城，葛雲飛砲中載藥敵船。此後幾日，英軍先後攻佔曉峯嶺、竹山門，王錫朋、鄭國鴻均殉國。八月十七（10月1日），定海縣城陷落。英軍繼而大舉進攻土城，葛雲飛知道大勢已去，將官印交付隨從，率領親兵二百，持刀殺入敵陣肉搏，左沖右突至竹山麓，頭面右手被砍傷，身受四十餘創。最終砲彈洞穿胸背，壯烈殉國。據載，葛雲飛至死仍立於崖石之上，雙手握刀，巍然不倒。此戰共持續六晝夜，終因雙方實力懸殊，清軍幾乎全軍覆沒，三鎮總兵皆殉國。定海義勇徐保夜背負雲飛遺體，浮舟內渡。
《清史稿》在葛雲飛等將領傳記之後論道：「海疆战事起，既绌於兵械，又昧於敌情，又牵掣於和战之无定，畏葸者败，忠勇者亦败。专阃之臣，忘身殉国，义不返踵，亦各求其心之所安耳。呜呼，烈已！」

### 身後
葛雲飛死訊上聞，宣宗揮淚下詔，賜金治喪，依照提督例給予卹典，追贈騎都尉兼一雲騎尉世職，諡壯節，入祀昭忠祠，并建专祠祭祀。御製祭文曰：
朕惟良臣蹇蹇，昭大義於匪躬；巨典煌煌，沛鴻恩於賜恤。唯忠貞之克篤，斯褒予之重申。爾原任浙江定海鎮總兵提督銜葛雲飛，識邃韜鈐，律嫻步伐。初膺甲第，旋攝水師。薦牘屢登，不愧干城之選；崇階洊陟，疊邀綸綍之榮。邇以螳怒當車，蛙鳴自井。念兵戎之未靖，資驃騎之先驅。叱咤風雲，施壯士天山之箭；超騰矢石，帥丈人地水之師。同仇者一德一心，賈其餘勇；連戰於六晝六夜，誓不空還。軍鵝鸛而皆驚，賊鯨鯢而待掃。方謂金精氣壯，離披麾下之塵；何期石鼓聲沈，倉卒矛頭之慟。忠魂不返，毅魄猶馨。覽奏心傷，為之涕隕。畀殊恩更及其子，式煥新綸；命大吏常恤其家，重頒內帑。秩均一品，義設專祠。於戲！鼓鼙思將帥之臣，易名兩字；俎豆視功宗之禮，炳節千秋。靈如有知，尚其歆格。

## 著作
葛雲飛善武能文，著作有《名将录》、《制械要言》、《制药要言》、《水师缉捕管见》、《浙海险要图说》及詩文集。

## 家庭
葛雲飛對母親張氏十分孝順。其母亦深明大義。葛雲飛在家為父戴孝，在田間躬耕時，接到出征之命。雲飛趕回家稟告張氏，張氏鼓勵道：「金革無避，汝受國恩厚，行矣，勿復疑。」雲飛殉國之後，義勇搶下遺體，運送回鄉，張氏一慟即止，只說：「吾有子矣！」以兒子為榮。
葛雲飛有兩子以簡、以敦。雲飛殉國後，朝廷分別賜予二子文、武舉人。後來以簡承襲世職，官至甘肅階州知州；以敦官至守備。

## 紀念

### 葛雲飛墓
葛雲飛歸葬家鄉，同年墓成，由宗稷辰爲其撰寫行狀，邵懿辰攥寫墓表。其墓至今尚存，位於蕭山區所前镇三泉王村石板山南麓。1981年，浙江省人民政府重新公佈爲省级重点文物保护单位。
葛云飞墓在山樹之間。墓以石砌围墙，以石板压顶。墓高4.2米，面宽7.5米，深8米。面阔五间，居中三间内凹，刻有“诰授振威将军追赠太子少保葛壮节公之墓”。正脊刻清文宗御筆“忠荩可風”，两側刻“泉台光宠泽，抔土奠忠灵”。墓前以石板铺地，设石質祭桌。两梢间外凸，与明、次间前室前沿平齐，并封以拦板。兩側設有望柱，高2.65米，上有柱雕狮子。清王端履曾攥聯：“视死竟如归，遇大节不可夺志；临难无苟免，惟杀身乃得成仁”。

### 三忠祠
爲旌表定海之戰中為國捐軀的葛雲飛、王锡朋、鄭國鴻三位總兵，清宣宗下詔，待定海收復之後，在當地建立專祠，將三人合祀，并在原籍各建专祠。道光二十六年（1856年），中英訂立《退還舟山條約》，英軍退出定海，清廷方得以開始修建三忠祠。由於資金緊張，在原關帝廟啟忠祠附祭。光緒十年（1884年）台州知府成邦干重建。其原址在城內和昌弄庭佐小学內。1989年12月12日，三忠祠被列入浙江省文物保護單位名單。1995年，三忠祠遷往竹山晓峰岭南岗墩，并建立定海鴉片戰爭紀念館。
三忠祠建筑面积580平方米，有前、后大殿及东西厢房等组成。后大殿面阔五间，明间抬梁式，左右次、尽之间为穿斗结构，用七桁，中有三总兵塑像，且立有“新建三忠祠碑记”及“迁建三忠祠碑记”各一通。分别为清光绪年间重建及1990年代迁建时所立。

## 延伸阅读
[在维基数据编辑]
 《清史稿·卷372》，出自趙爾巽《清史稿》